# Richard Heck
Richard Heck, né le 15 août 1931 à Springfield dans le Massachusetts aux États-Unis et mort le 10 octobre 2015 à Manille (Philippines), est un chimiste américain. Il est corécipiendaire du prix Nobel de chimie de 2010 avec Ei-ichi Negishi et Akira Suzuki.

## Biographie
Richard Heck fait ses études de chimie avec Saul Winstein à l'université de Californie à Los Angeles (UCLA) où il soutient sa thèse en 1954. Après un post-doc en Suisse à l'École polytechnique fédérale de Zurich il retourne à UCLA puis trouve un poste dans la société Hercules Co. à Wilmington dans le Delaware en 1957. Il obtient un poste de professeur dans le département de chimie et biochimie de l'Université du Delaware en 1971 et l'occupe jusqu'à sa retraite en 1989.
En 2010, il partage le prix Nobel de chimie « pour les réactions de couplage catalysées par le palladium en synthèse organique ».

## Apports scientifiques
Richard Heck est le découvreur, à la fin des années 1960 et au début des années 1970, de la réaction chimique qui porte son nom : réaction de Heck. Elle utilise du palladium pour catalyser le couplage d'un alcène avec un halogénure d'aryle.

## Distinctions et récompenses
- 2010 : Prix Nobel de chimie